# Primera divisió espanyola de futbol 1931-1932
La temporada 1931-32 de primera divisió, corresponent a la quarta edició del campionat, se celebrà entre el 22 de novembre de 1931 i el 3 d'abril de 1932. Fou la primera lliga sota la Segona República espanyola.
El Reial Madrid CF va aconseguir la seva primera lliga. Els jugadors blancs no van perdre cap partit gràcies a una gran defensa formada per Zamora, Quincoces i Ciriaco. Els equips amb títol de Reial, el van perdre per la proclamació de la República. La Reial Societat passà a anomenar-se Donostia FC i el Real Club de Irún, Unión Club de Irún.

## Equips participants
| Club             | Ciutat          | Estadi       |
| ---------------- | --------------- | ------------ |
| Alavés           | Vitoria-Gasteiz | Mendizorroza |
| Arenas           | Getxo           | Ibaiondo     |
| Athletic Bilbao  | Bilbao          | San Mamés    |
| Barcelona        | Barcelona       | Les Corts    |
| Donostia         | Sant Sebastià   | Atocha       |
| Espanyol         | Barcelona       | Sarrià       |
| Madrid           | Madrid          | Chamartín    |
| Racing Santander | Santander       | El Sardinero |
| Unión Club       | Irun            | Gal          |
| València         | València        | Mestalla     |

## Classificació general
| Pos | Equip            | PJ | PG | PE | PP | GF | GC | DG  | Pts | Descens                  |
| --- | ---------------- | -- | -- | -- | -- | -- | -- | --- | --- | ------------------------ |
| 1   | Madrid FC (C)    | 18 | 10 | 8  | 0  | 37 | 15 | +22 | 28  | Campió                   |
| 2   | Athletic Bilbao  | 18 | 11 | 3  | 4  | 47 | 23 | +24 | 25  |                          |
| 3   | Barcelona        | 18 | 10 | 4  | 4  | 40 | 26 | +14 | 24  |                          |
| 4   | Racing Santander | 18 | 7  | 6  | 5  | 36 | 35 | +1  | 20  |                          |
| 5   | Arenas           | 18 | 7  | 3  | 8  | 35 | 42 | −7  | 17  |                          |
| 6   | Espanyol         | 18 | 7  | 1  | 10 | 34 | 39 | −5  | 15  |                          |
| 7   | València         | 18 | 6  | 3  | 9  | 38 | 47 | −9  | 15  |                          |
| 8   | Donostia         | 18 | 7  | 0  | 11 | 38 | 35 | +3  | 14  |                          |
| 9   | Alavés           | 18 | 5  | 1  | 12 | 22 | 44 | −22 | 11  |                          |
| 10  | Unión Club (R)   | 18 | 4  | 3  | 11 | 24 | 45 | −21 | 11  | Descens a Segona Divisió |

## Resultats
| Casa \ Fora      | ALA | ARE | ATH | BAR | DON | ESP | MAD | RAC | UNI | VAL |
| ---------------- | --- | --- | --- | --- | --- | --- | --- | --- | --- | --- |
| Alavés           | —   | 3–1 | 0–1 | 1–3 | 1–2 | 4–1 | 0–1 | 1–2 | 1–0 | 2–1 |
| Arenas           | 4–2 | —   | 2–1 | 1–3 | 2–1 | 3–2 | 2–2 | 3–1 | 5–0 | 4–1 |
| Athletic Bilbao  | 3–2 | 4–1 | —   | 3–0 | 5–1 | 4–0 | 3–3 | 3–2 | 2–1 | 7–2 |
| Barcelona        | 6–0 | 2–2 | 1–3 | —   | 2–0 | 2–2 | 2–2 | 4–2 | 3–2 | 3–2 |
| Donostia         | 4–1 | 7–0 | 3–2 | 0–1 | —   | 5–2 | 1–2 | 1–5 | 5–0 | 7–1 |
| Espanyol         | 4–0 | 4–2 | 1–0 | 0–3 | 2–0 | —   | 1–2 | 6–1 | 3–1 | 3–0 |
| Madrid           | 5–0 | 4–0 | 1–1 | 2–0 | 1–0 | 3–0 | —   | 0–0 | 3–2 | 4–1 |
| Racing Santander | 1–1 | 1–1 | 2–0 | 3–2 | 2–1 | 2–1 | 0–0 | —   | 2–2 | 4–1 |
| Unión Club       | 0–2 | 1–0 | 1–5 | 1–3 | 2–0 | 4–1 | 1–1 | 2–2 | —   | 3–2 |
| València         | 5–1 | 3–2 | 0–0 | 0–0 | 4–0 | 3–1 | 1–1 | 6–4 | 5–1 | —   |

### Resultats finals
- Campió de la Lliga: Madrid CF
- Descensos: Unión Club de Irún
- Ascensos: Betis Balompié

## Màxims golejadors
| Posició | Jugador                | Equip            | Gols |
| ------- | ---------------------- | ---------------- | ---- |
| 1       | Bata                   | Athletic Bilbao  | 15   |
| 2       | Josep Samitier         | Barcelona        | 11   |
| 2       | Cholín                 | Donostia         | 11   |
| 2       | Manuel Olivares        | Madrid           | 11   |
| 5       | Edelmiro Lorenzo       | Espanyol         | 10   |
| 5       | Julio Antonio Elícegui | Real Unión       | 10   |
| 5       | Cisco                  | Racing Santander | 10   |
| 8       | Guillermo Gorostiza    | Athletic Bilbao  | 9    |
| 8       | José Iraragorri        | Athletic Bilbao  | 9    |
| 8       | Capillas               | València         | 9    |

## Porter menys golejat
| Posició | Jugador       | Equip        | Gols                  |
| ------- | ------------- | ------------ | --------------------- |
| 1       | Ricard Zamora | Reial Madrid | 15 gols en 17 partits |